# Central London Railway

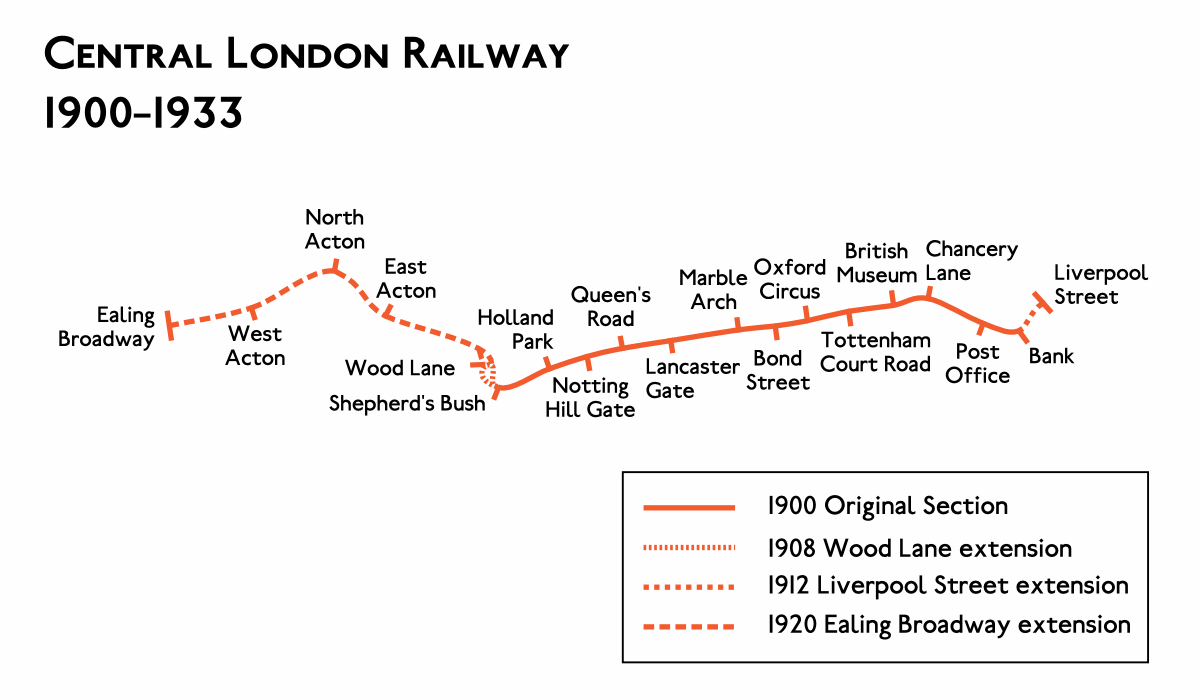

Central London Railway (CLR), cunoscută, de asemenea, ca Twopenny Tube, a fost o linie de metrou deschisă la Londra în anul 1900. 
Societatea de căi ferate a fost înființată în 1889, finanțarea pentru construcția ei fiind obținută în anul 1895 prin intermediul unui sindicat de finanțatori, iar realizarea proiectului a avut loc între anii 1896 și 1900. 
Atunci când a fost deschis, CLR avea 13 stații și o distanță totală de 17,57 km (10,92 mile).
După ce inițial a dat randamente bune pentru investitori, Central London Railway a suferit o scădere a numărului de pasageri ca urmare a creșterii concurenței din partea altor linii de cale ferată subterană și a noi linii de autobuze. 
În 1913, a fost preluat de către  Underground Electric Railways Company of London (UERL), operatorul care deținea majoritatea căilor ferate subterane din Londra. În 1933 CLR a fost luată în proprietate publică, împreună cu UERL.
Inaugurarea oficială a CLR, făcută de Prințul de Wales, a avut loc în data de 27 iunie 1900, cu o zi înainte de termenul limită stipulat în contractul din 1899, deși linia a fost deschisă pentru public abia la 30 iulie 1900. Aceasta avea următoarele stații: 
- Shepherd's Bush
- Holland Park
- Notting Hill Gate
- Queen's Road (în prezent Queensway)
- Lancaster Gate
- Marble Arch
- Bond Street (deschisă la 24 septembrie 1900)
- Oxford Circus
- Tottenham Court Road
- British Museum (închisă în 1933)
- Chancery Lane
- Post Office (în prezent St. Paul's)
- Bank

CLR a impus o taxă unică de 2 penny pentru o călătorie între oricare două stații, ceea ce a făcut ca Daily Mail să poreclească linia Twopenny Tube („Metroul de 2 penny”), în august 1900. Noua rețea era foarte populară și, până la sfârșitul anului 1900, aceasta transportase 14.916.922 de pasageri. Prin atragerea călătorilor de la rețelele de autobuze de pe traseu și a acelora de la rețelele feroviare mai lente, cu locomotive propulsate cu abur, ale MR (Metropolitan Railway) și DR (District Railway), Central London Railway a atras un număr de aproximativ 45 de milioane de călători anual, în primii ani de funcționare, producând un venit dublu față de costuri. Din 1900 până în 1905, compania a plătit dividende de 4% investitorilor.